# فهرست برندگان جایزه دولتی ارمنستان شوروی
در زیر فهرست برندگان جایزه دولتی ارمنستان شوروی (ՀԽՍՀ պետական մրցանակ انگلیسی: Armenian SSR State Prize) آورده شده‌است:

## ۱۹۶۵
- هراچیا کوچار
- آرام خاچاتوریان
- سرگئی آسلامازیان، آوت گابریلیان، رافائل داویتیان، هنری تالایان
- ماردیروس ساریان
- گوهار گاسپاریان

## ۱۹۶۷
- بارویر سواگ
- آرنو باباجانیان
- هاروتیون گالنتس
- یرواند کوچار
- اولگا گولازیان
- ادگار هوهانیسیان، ویلن گالستیان
- فرونزه دولاتیان، آلبرت یاووریان
- استپان گئورکوف، ارازم کارامیان، ایوان دالاداریان، آرتاشس جالالیان

## ۱۹۷۰
- hy:Ռաֆայել Բաբայան (թատերական նկարիչ)
- هوهانس چکیجیان
- گریگور یغیازاریان

## ۱۹۷۱
- گغام ساریان
- واختانگ آنانیان
- گریگور یغیازاریان
- هوهانس چکیجیان?
- وارطان آجمیان
- آرا سارگسیان
- گورگن بوریان، خورن آبراهامیان، فرونز دولاتیان، آرکادی هایراپتیان، سرگئی گئورکیان، کارن ماسیان، رافائل بابایان
- آلکساندر تامانیان، سرگئی مرکوروف، گئورک تامانیان، سامول صافاریان، وارازدات آروشاتیان، مارک گریگوریان، ادوارد ساراپیان، لوون واردانوف، ناتالیت پارموزوفا
- رازمیک آلاوردیان، روبن بادالیان، سورن بورخاجیان، گورگن مناتساکانیان

## ۱۹۷۲
- hy:Խաժակ Գյուլնազարյան

## ۱۹۷۴
- hy:Արման Քուչուկյան

## ۱۹۷۵
- هنریک مالیان
- هوهانس چکیجیان
- hy:Նինա Եգորովա

## ۱۹۷۶
- hy:Վիլեն Աստվածատրյան
- hy:Արման Քուչուկյան

## ۱۹۷۹
- ادگار الباکیان
- hy:Աշոտ Ալեքսանյան (ճարտարապետ)

## ۱۹۸۱
- شاهوم قازاریان
- تیگران مانسوریان

## ۱۹۸۳
- آرنو باباجانیان

## ۱۹۸۵
- خاچاطور آوتیسیان
- hy:Ռաֆայել Բաբայան (թատերական նկարիչ)
- تیگران مانسوریان

## سال نامعلوم
- مگردیچ سارگسیان
- hy:Նորայր Սարգսյան